# Zahrada Bubec

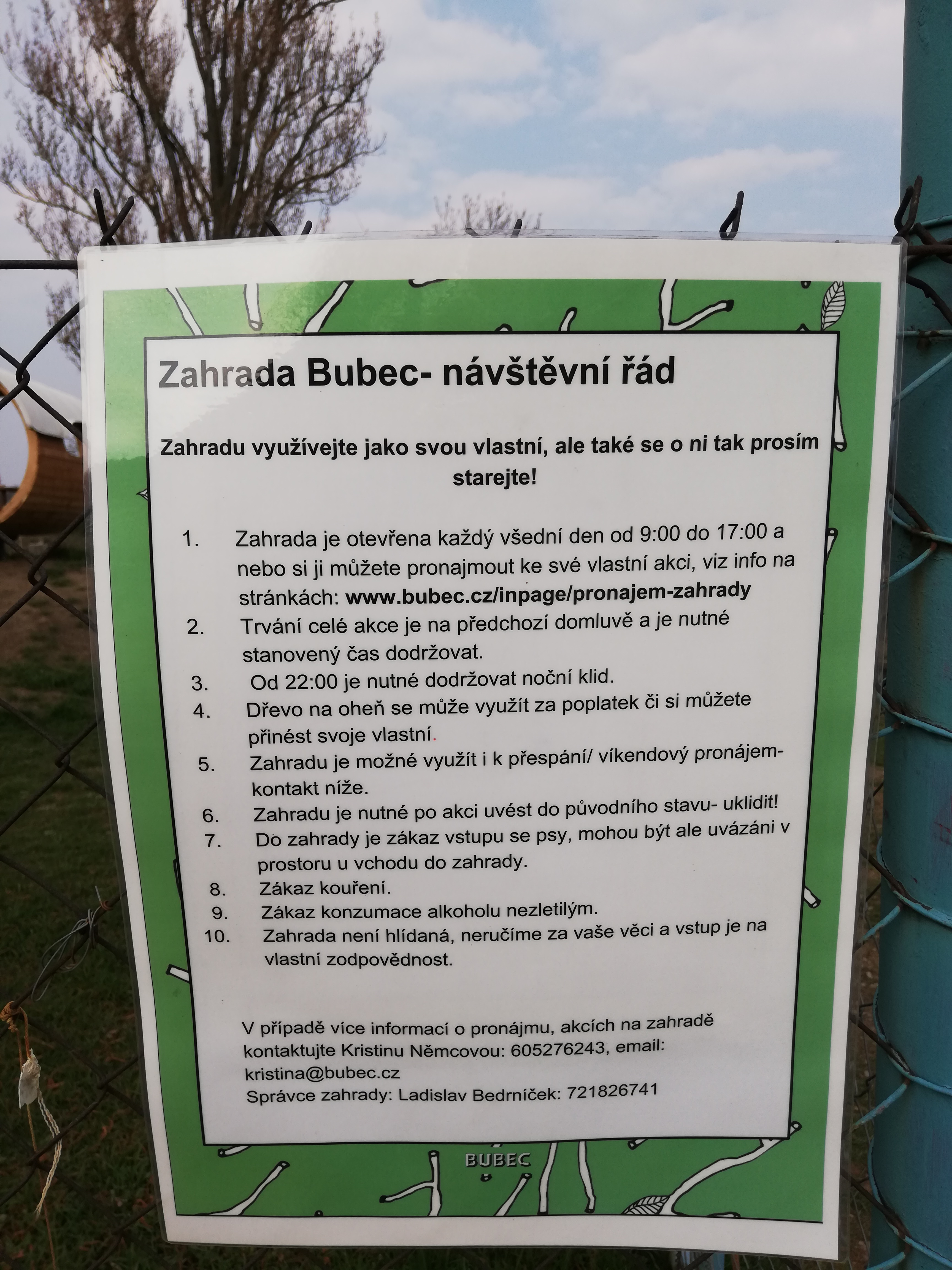
Návštěvní řád Zahrady Bubec

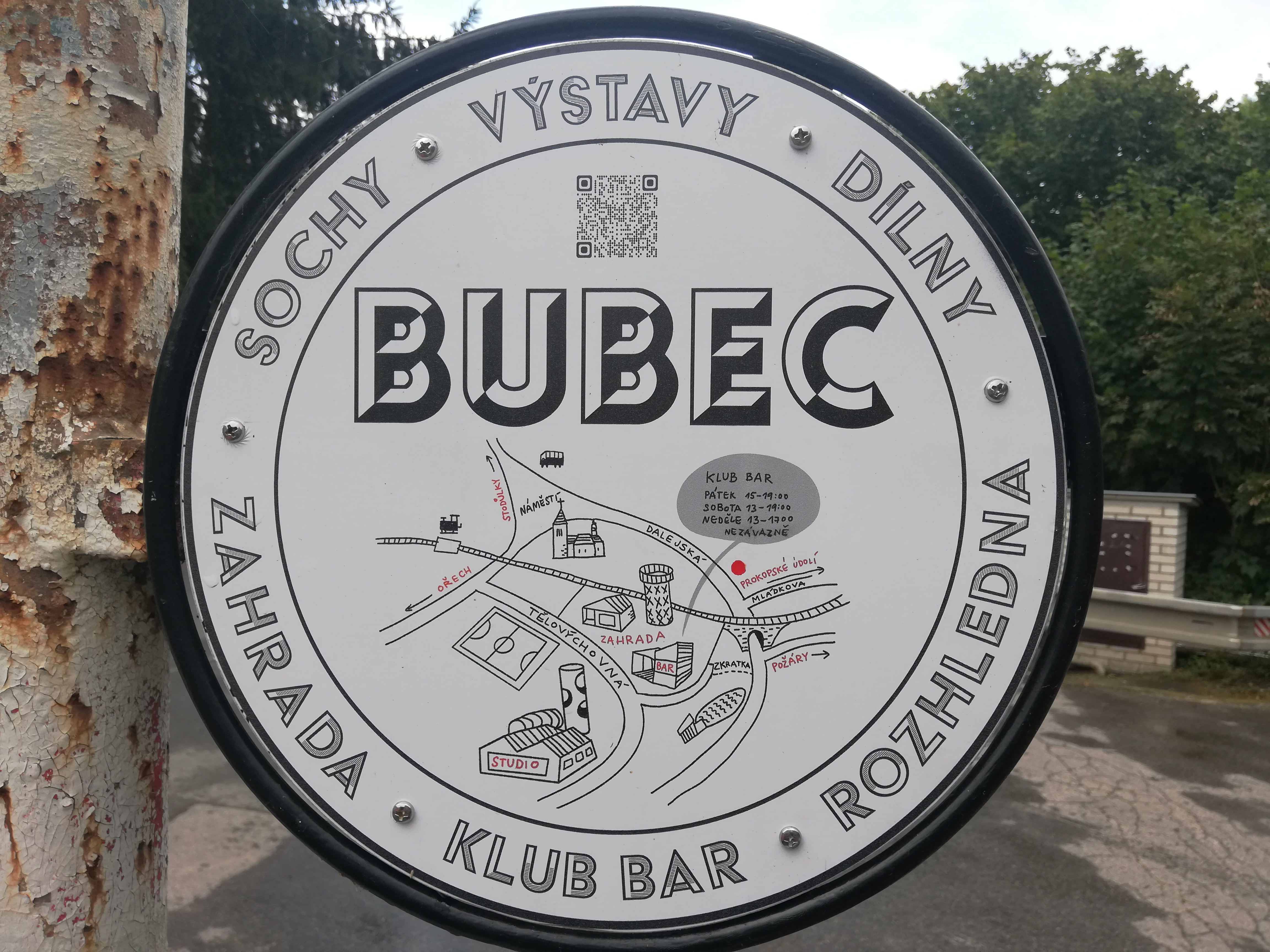
Kruhová informační tabule na křižovatce ulic Mládkova x Dalejská x K Zadní Kopanině

Zahrada Bubec se rozkládá na pozemku bývalého zahradnictví v Tělovýchovné ulici v Praze-Řeporyjích. Pozemek získala dne 1. července 2014 do pronájmu (za účelem dlouhodobého využívání) obecně prospěšná společnost Bubec.
Pozemek zahrady se nachází v blízkosti výtvarného (sochařského) studia Bubec, které provozuje obecně prospěšná společnost Bubec již od roku 2000 a kde pracují jak umělci z České republiky, tak i ze zahraničí. Blízké okolí zahrady jakož i zahrada sama je zaplněna uměleckými objekty z různých přírodních (dřevo, kámen) ale i nepřírodních materiálů (ocel, sklo), které pocházejí od různých autorů (tvůrců).
Zahrada slouží i původnímu účelu, lze si v ní dlouhodobě pronajmout záhon a pěstovat tam například zeleninu. Kromě pěstování zeleniny slouží zahrada hlavně jako komunitní centrum, kde lze pořádat dílny pro děti (od 6 do 18 let), kutilské workshopy nebo sousedské slavnosti, divadelní představení či nejrůznější akce či oslavy. Zahradu si mohou pronajmout jednotlivci, školy či firmy a to na individuální oslavu narozenin, pořádání akcí typu „párty pro přátele“ či různých (i na míru šitých) firemních akcí. Na pozemku se nachází vlastní budova, kde je umístěno studio a klubová místnost sloužící jako mateřské centrum.

Ukázka některých (neanonymních) uměleckých objektů v zahradě Bubec
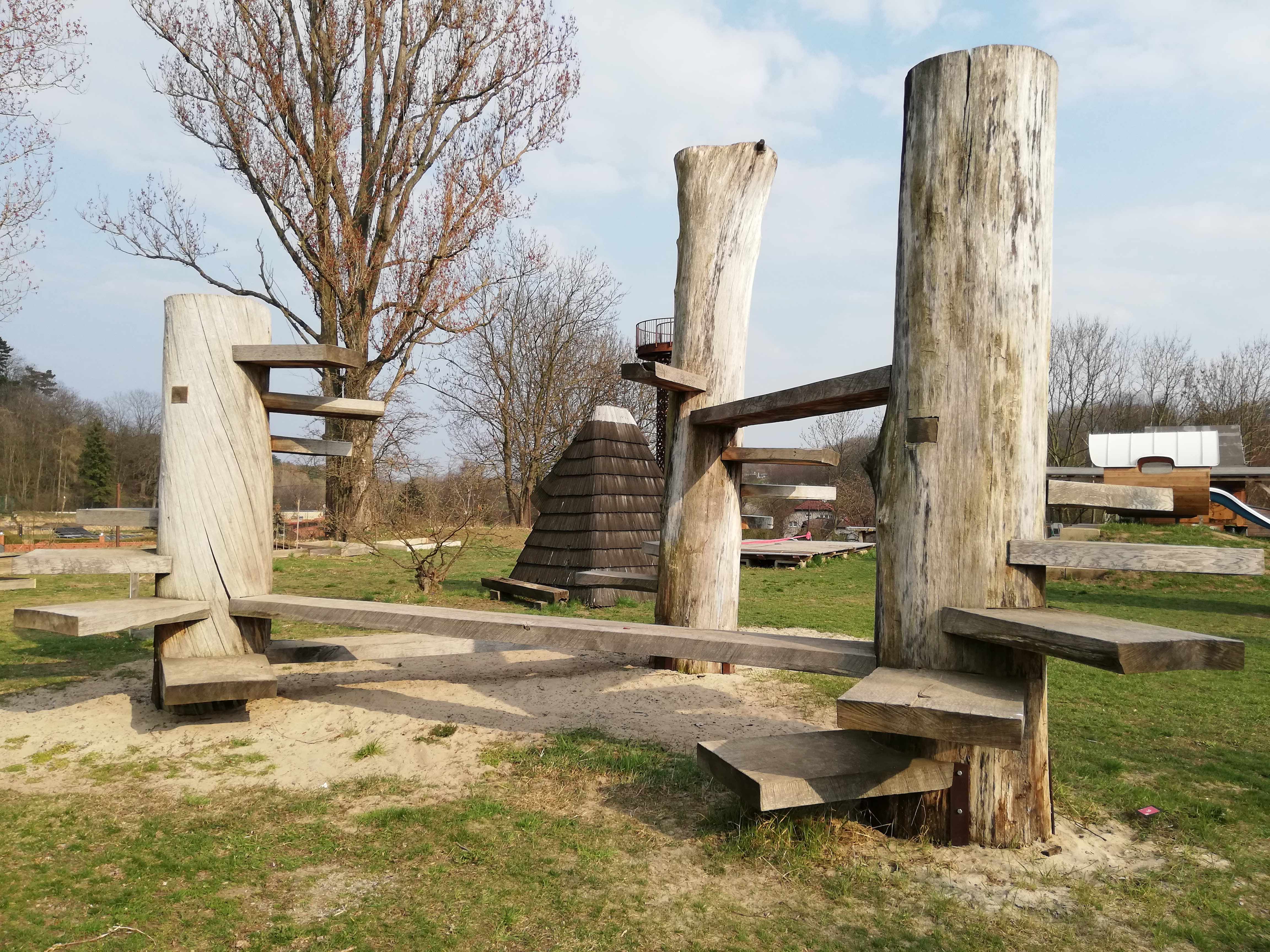
„Tři kmeny a schody“ (Floris Brasser)
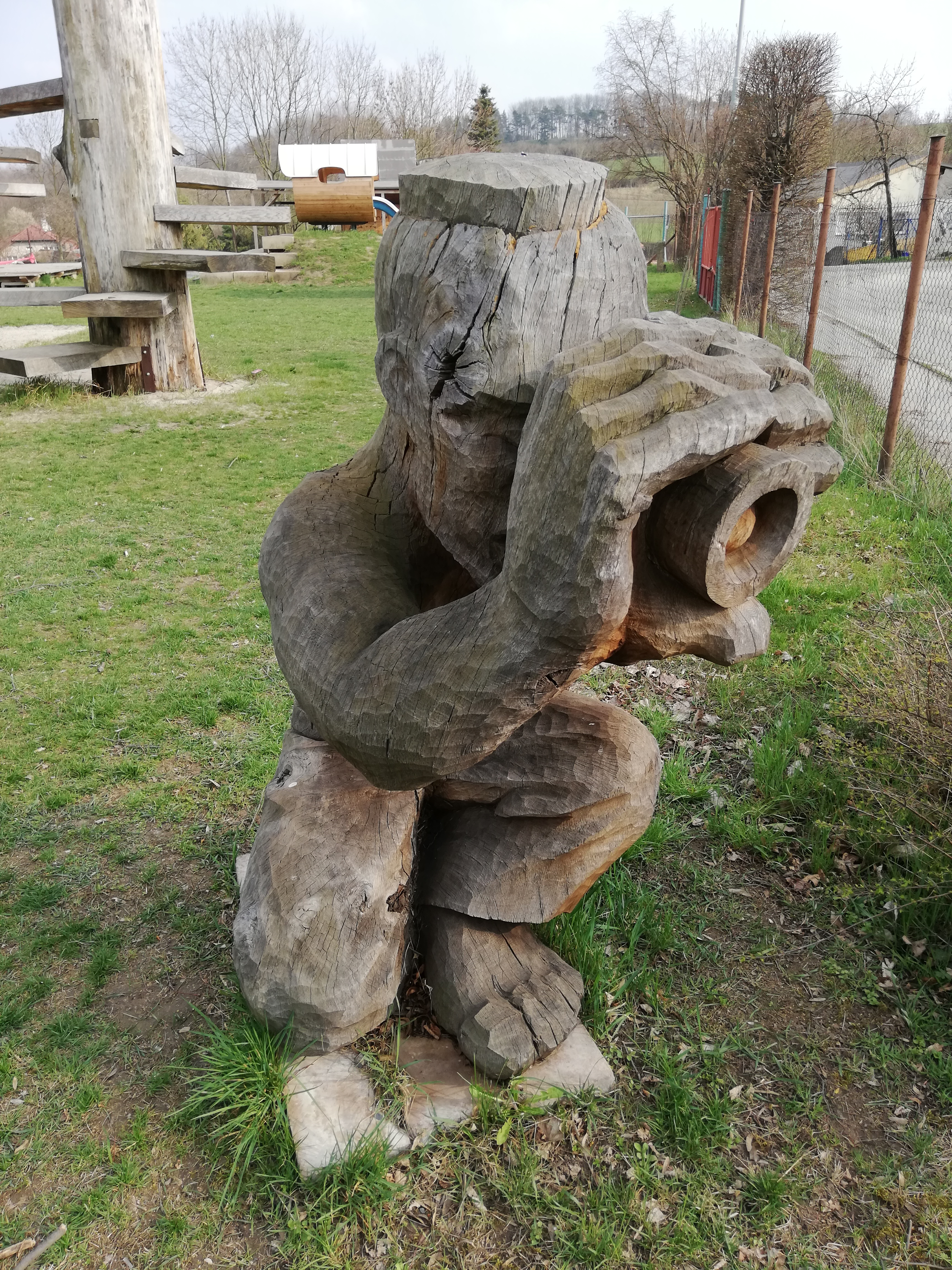
„Fotograf“ (Michal Novotný)
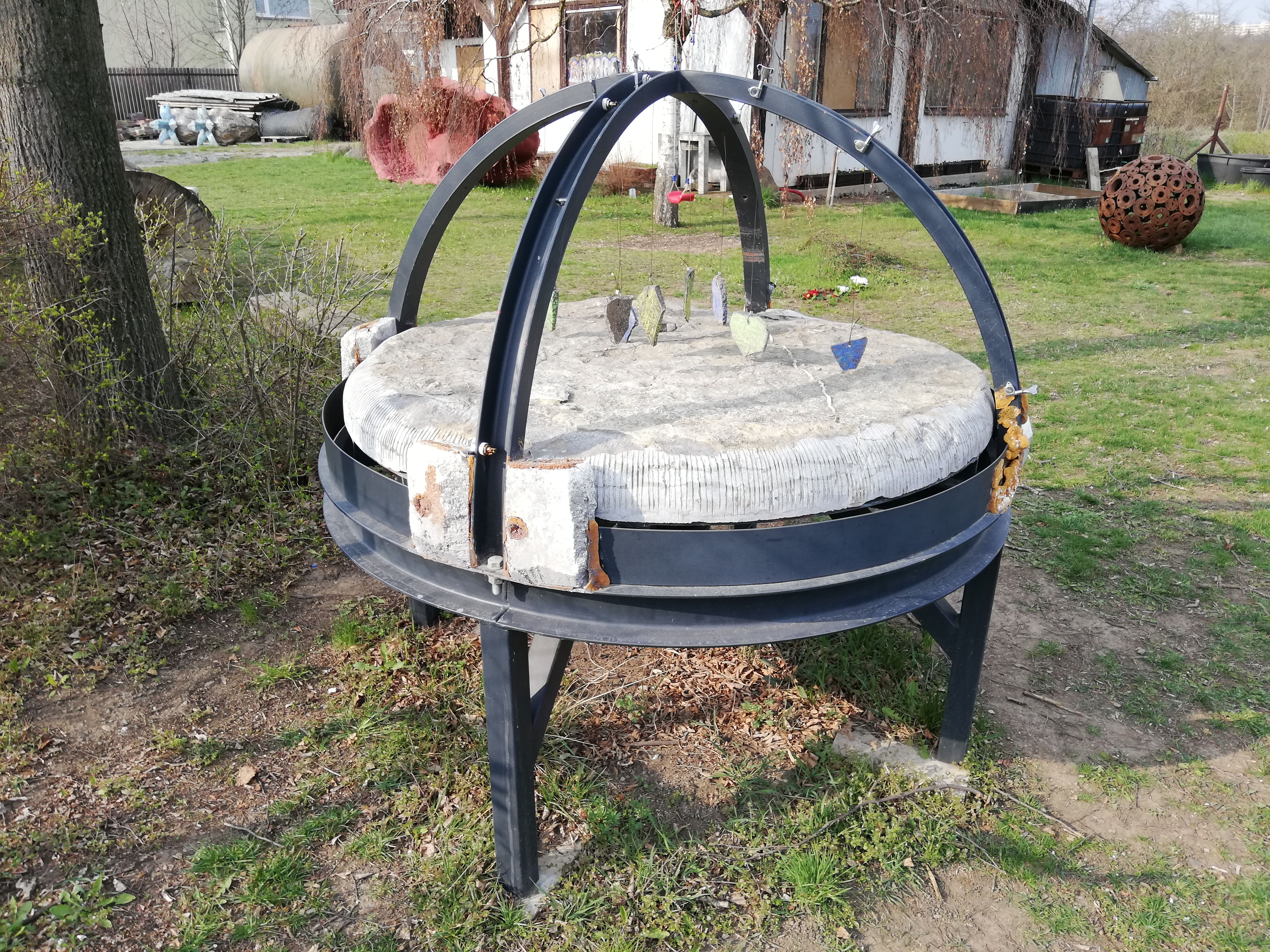
„Kamenný gramofon“ (Martin Janíček)
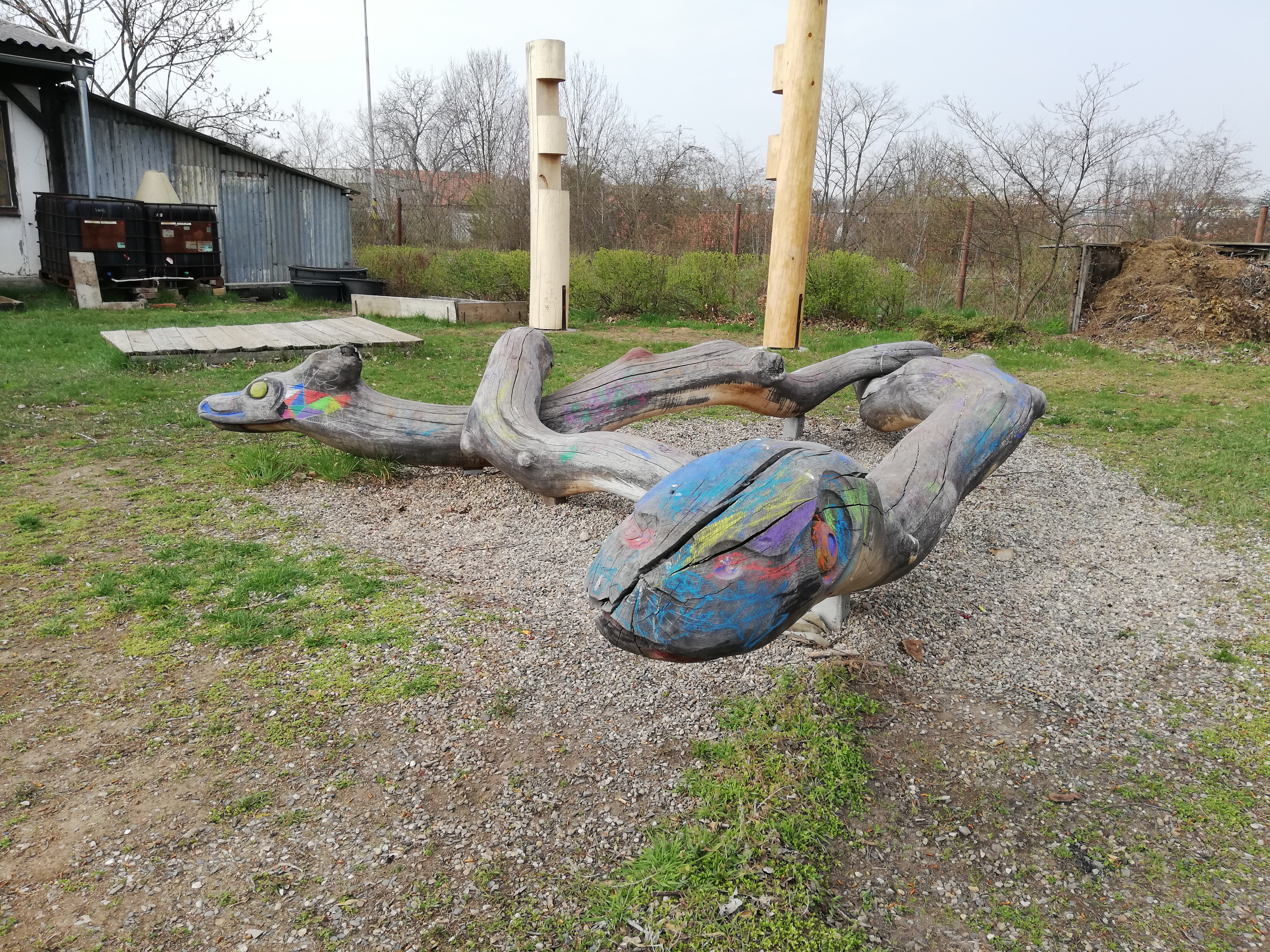
„Hadi“ (Michal Hradil)
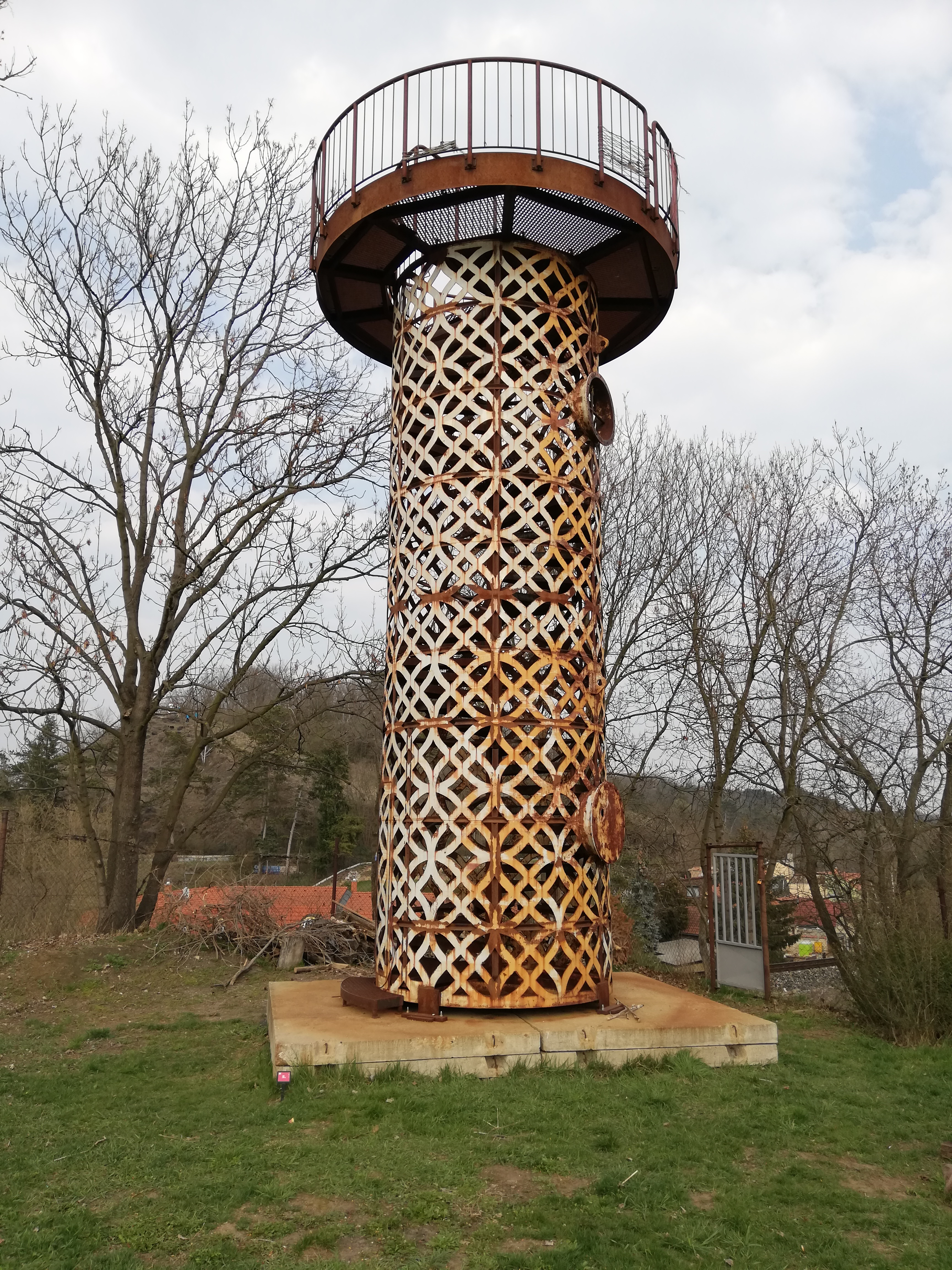
„Štrykovaná rozhledna“ (Čestmír Suška)
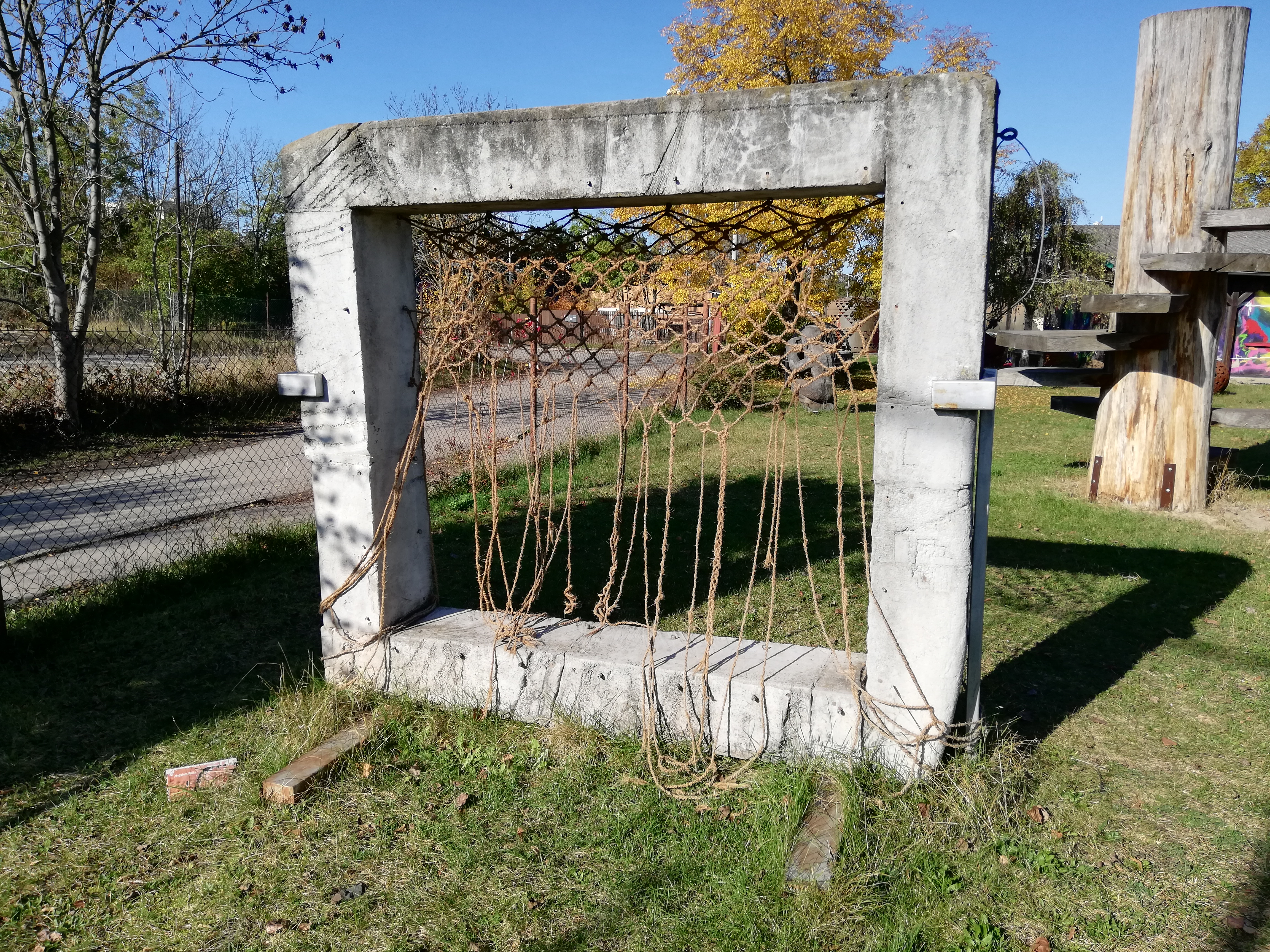
„Rámy – gesto situace“ (Vojtěch Míča)
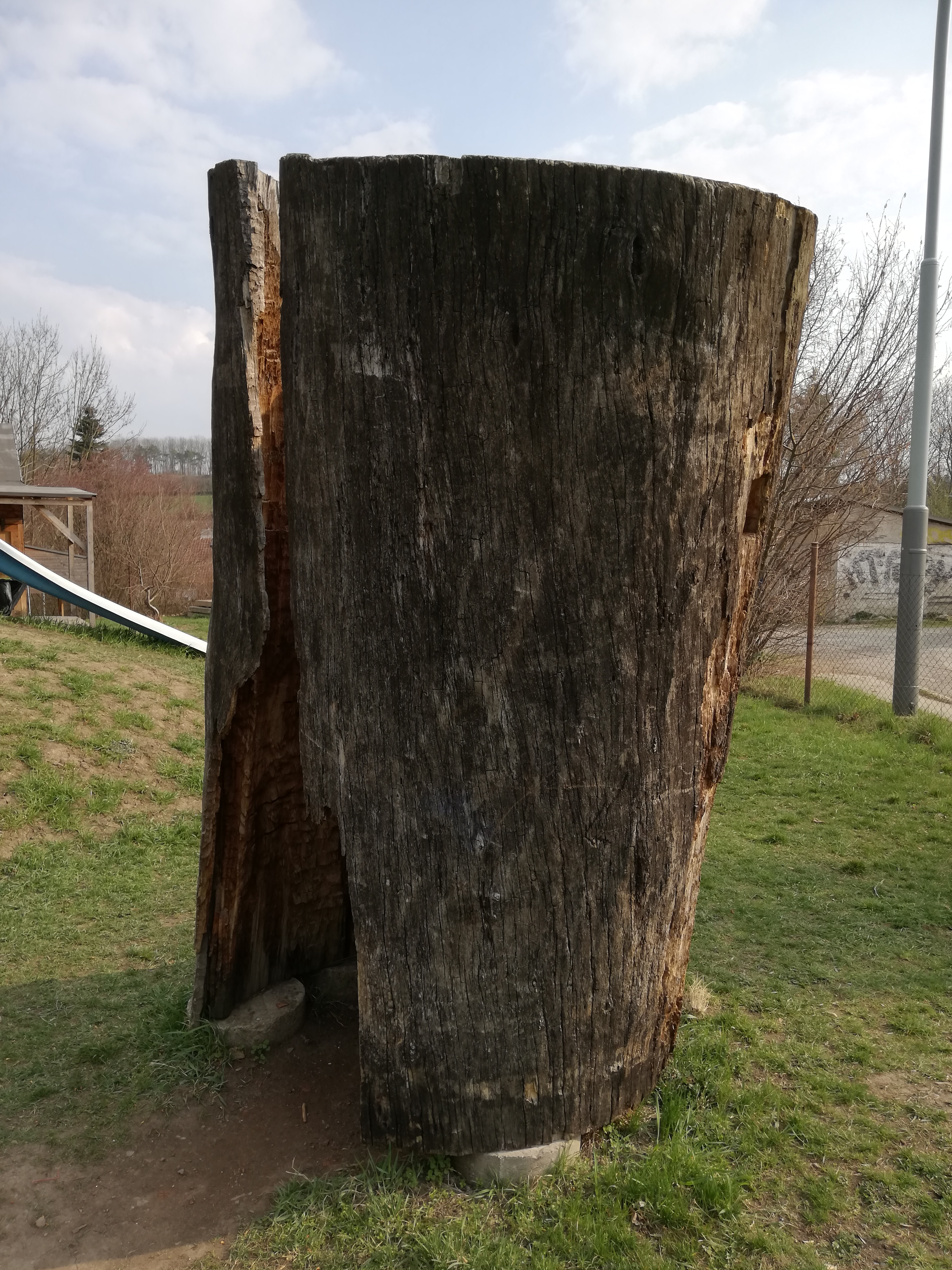
„Knihovna“ (Martin Pertl)
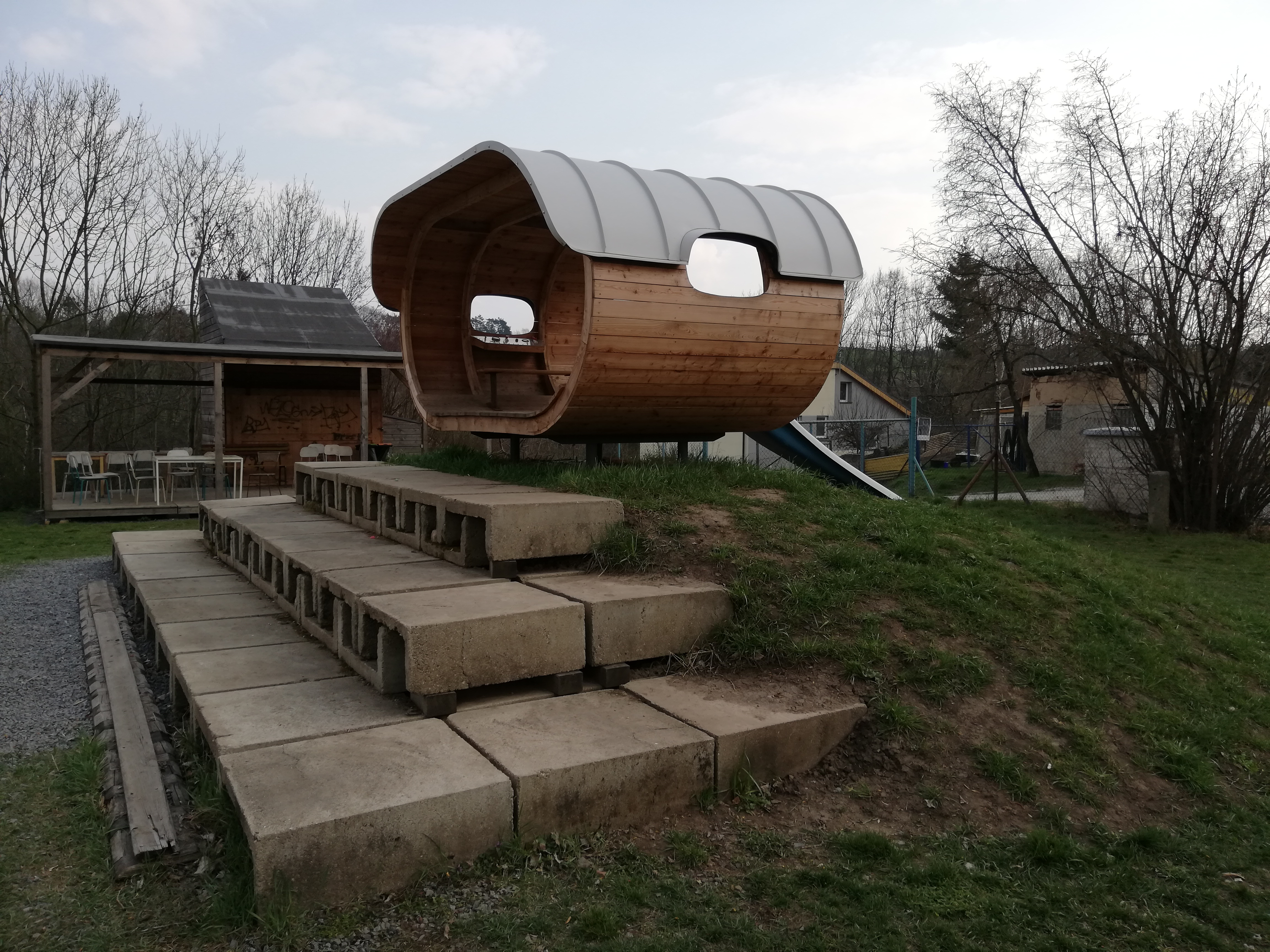
„Domeček“ (Ladislav Plíhal)
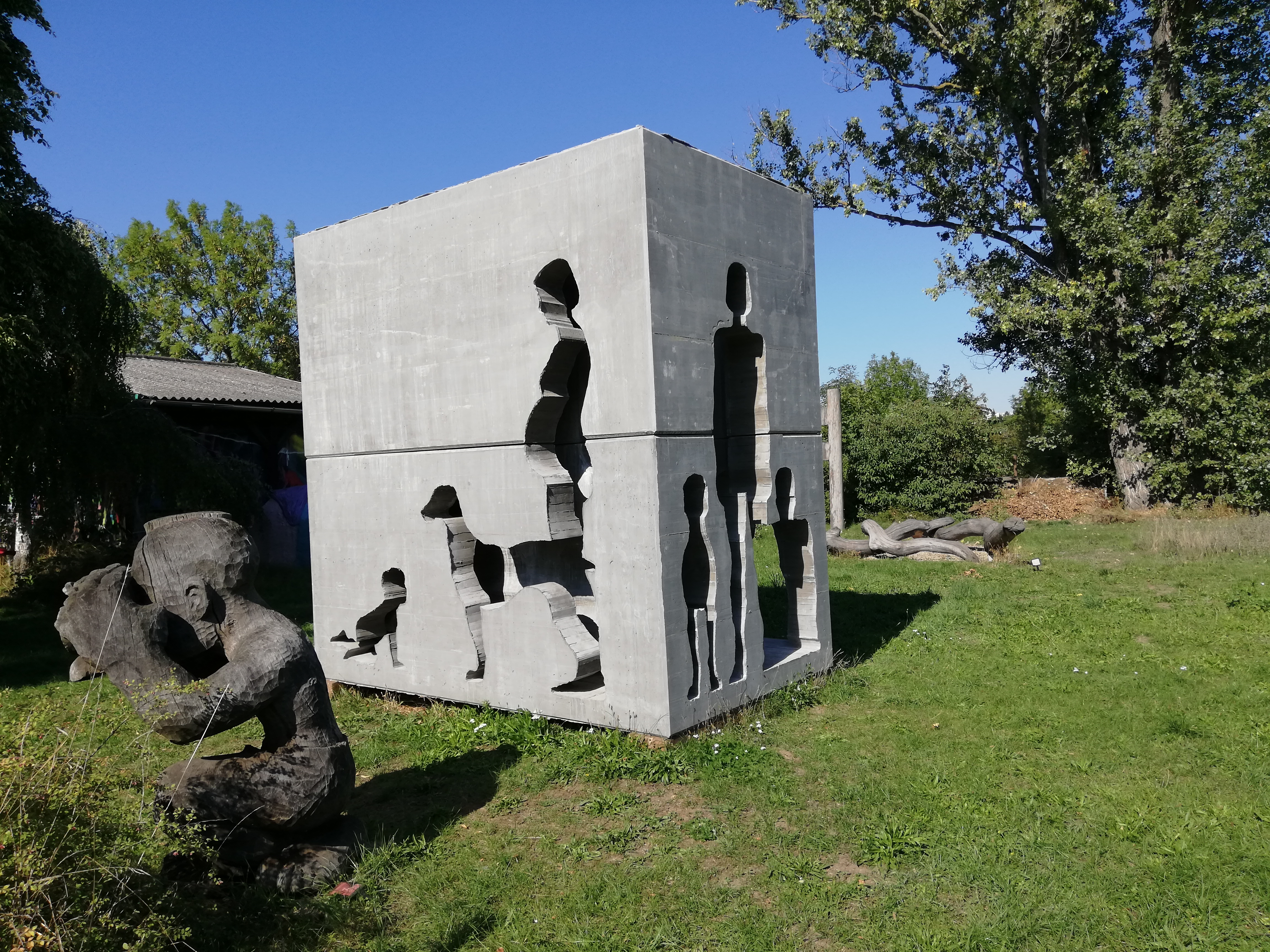
Betonový objekt s „prořezanými“ siluetami